# Excorallana truncata
Excorallana truncata är en kräftdjursart som först beskrevs av Richardson 1899.  Excorallana truncata ingår i släktet Excorallana och familjen Corallanidae. Inga underarter finns listade i Catalogue of Life.